# Ramon Casanellas
Ramon Casanellas Lluch (Barcelona, 21 de marzo de 1897-El Bruc, 24 de octubre de 1933) fue un político y sindicalista español, conocido por ser uno de los participantes, junto con Pedro Mateu y Luis Nicolau, en el asesinato en 1921 de Eduardo Dato, presidente del Consejo de Ministros.

## Biografía
Afiliado desde muy joven a la Confederación Nacional del Trabajo (CNT), desempeñó un papel muy activo en las huelgas revolucionarias de 1918, por lo que huyó de la justicia española al extranjero. Allí conoció a María Fortus, con quien tuvo un hijo, también llamado Ramón. No obstante, regresaría a Barcelona en 1919. 
El 8 de marzo de 1921, junto con Pedro Mateu y Luis Nicolau, asesinó al presidente del Consejo de Ministros Eduardo Dato en Madrid al efectuar más de 20 disparos contra el coche de Dato desde un sidecar. El atentado fue preparado como respuesta del sindicalismo barcelonés a la dura represión y terrorismo blanco ejercidos tanto por el gobernador civil de Barcelona, Severiano Martínez Anido, como por la patronal catalana contra el movimiento obrero de la ciudad. Aunque sus compañeros fueron detenidos, Casanellas consiguió escapar y refugiarse en la URSS, desde donde escribió una carta exculpatoria de sus compañeros. Estando en la Unión Soviética fue reclutado como soldado del Ejército Rojo, donde llegó al grado de comandante. Durante la Guerra Civil Rusa participó en la represión de algunas rebeliones campesinas contra los bolcheviques. Cursó estudios en la Universidad Comunista del Este donde, por azar, se reencontró con su esposa y su hijo. Después, como agente del Comintern, fue enviado a  México para ayudar en la organización de movimientos comunistas.
En 1931 regresa a España (acompañado por María Fortus y su hijo) para reorganizar el Partido Comunista de España (PCE) y el Partido Comunista de Cataluña (PCC), este último como sección regional del PCE. Dado que ambos se encontraban prohibidos en aquel momento, ejerció la dirección del PCC desde el extranjero, a pesar de que había sido expulsado y posteriormente readmitido. El 28 de junio de 1931 fue presentado como cabeza de lista comunista por Barcelona a las elecciones generales, aunque cosechó un pobre resultado. También fue cabeza de cartel en esas mismas elecciones en Córdoba, donde obtuvo cerca de 500 votos.
En 1932 vuelve a España para participar en el congreso del PCE en Sevilla, con motivo del cual se registraron fuertes presiones para que no fuera obligado a cumplir la condena impuesta por el asesinato de Dato. Estas presiones lograron su fruto y Casanellas pudo pasearse libremente por la ciudad.
Murió el 24 de octubre de 1933 en un accidente de motocicleta, cuando se dirigía a Madrid en compañía de Francisco Barrio para asistir a una reunión del partido. Este accidente siempre se sospechó que en realidad pudiera ser un atentado y Manuel Trueba Mirones acusó directamente a la dirección del PCC de haberlo provocado.